# کاشتلا
کاشتـِلا (به کرواتی: Kaštela) شهری در ایالت اسپلیت-دالماتیا کشور کرواسی است که جمعیت آن در سال ۲۰۱۱ میلادی ۳۵٬۳۷۵ نفر بوده‌است.